# Passage Châtelet
Le passage Châtelet est une voie du 17e arrondissement de Paris, en France.

## Situation et accès
Le passage Châtelet est situé dans le 17e arrondissement de Paris. Il débute au 36, rue Jacques-Kellner et se termine au 35, boulevard Bessières.

## Origine du nom

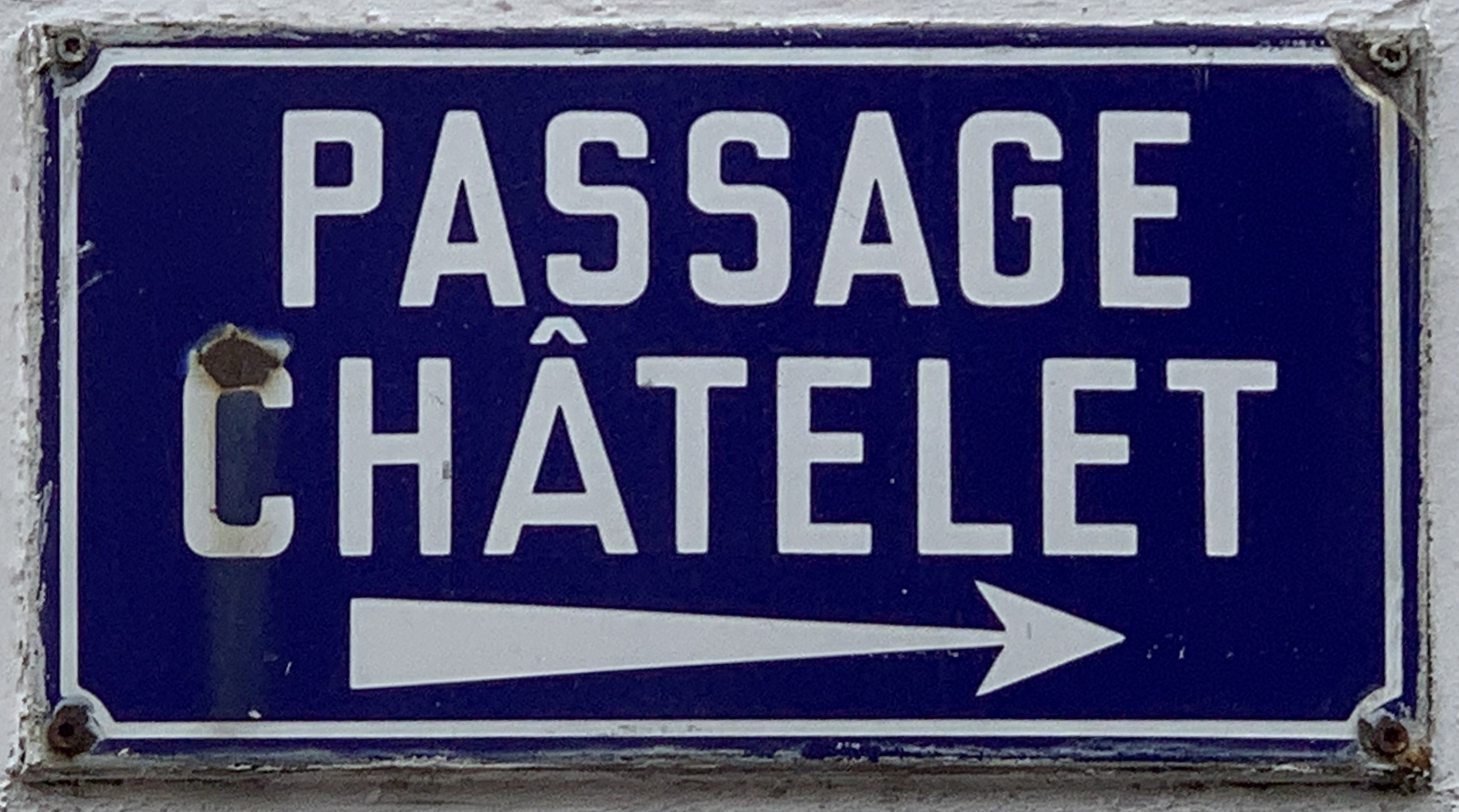
Plaque du passage.

La rue tire son nom du propriétaire du terrain sur lequel la voie a été ouverte.

## Historique
Cette voie est le reste de l'ancienne impasse Châtelet qui était déjà formée au début du XXe siècle. Elle reliait alors l'avenue de Saint-Ouen au boulevard Bessières et longeait le chemin de fer de Ceinture et le chemin de fer des Docks.
En 1946, le tronçon compris entre l'avenue de Saint-Ouen et la partie restante du passage Châtelet a été absorbé par la rue Jacques-Kellner.